# Joden in de middeleeuwen
De positie van Joden in Europa tijdens de middeleeuwen (ca. 500–1500) was complex en vaak precair. In veel delen van Europa vormden zij een religieuze minderheid die geconfronteerd werd met discriminatie, sociale uitsluiting, en geweld, maar ook periodes kende van relatieve tolerantie en culturele bloei.

## Geschiedenis

### Vroege middeleeuwen
In het Romeinse Rijk, en daarna onder christelijke koninkrijken, hadden Joden beperkte rechten. Met de opkomst van het christendom als dominante religie werden hun vrijheden steeds meer ingeperkt. De Kerk beschouwde het jodendom als ketters en verbood onder meer het bekleden van publieke functies.

### Hoge middeleeuwen
In deze periode nam de vervolging toe. Joden mochten vaak geen lid zijn van gilden en dus geen ambachten uitoefenen. Ze werden daardoor vaak beperkt tot beroepen zoals geldhandel en belastinginning — beroepen die christenen niet mochten uitoefenen, maar die joden ook kwetsbaar maakten voor haat en stereotypering.
Pogroms en uitwijzingen kwamen veel voor, zoals tijdens de kruistochten (vanaf 1096), waarbij Joodse gemeenschappen in steden als Worms, Mainz en Keulen werden uitgemoord. In de 13e en 14e eeuw volgden uitzettingen uit onder meer Engeland (1290), Frankrijk (1306 en 1394) en delen van Spanje.

### Late middeleeuwen en Spanje
De situatie verslechterde verder richting de late middeleeuwen, met name in Spanje, waar antisemitisme toenam onder invloed van fanatiek christelijk koningschap. In 1492 werden joden definitief uit Spanje verdreven na de val van Granada en het Edict van Alhambra.

## Cultureel leven
Ondanks de moeilijke omstandigheden slaagden Joodse gemeenschappen er vaak in een rijk cultureel en religieus leven te behouden. Er was een bloeiend intellectueel leven in bijvoorbeeld islamitisch Spanje (Al-Andalus), met figuren als Maimonides, die zowel religieuze als filosofische werken schreef.